# 7116-os mellékút (Magyarország)
A 7116-os számú mellékút egy alig több mint 2 kilométeres hosszúságú, négy számjegyű mellékút Veszprém vármegye legdélibb része és Fejér vármegye határvidékén, Enyinget kapcsolja össze a 71-es főúttal. Viszonylag közel halad Somogy vármegye határához, elhalad a három megye hármashatára mellett is.

## Nyomvonala
A 7-es főút 98-as kilométerénél lévő körforgalomból indul ki; e körforgalom közvetlen közelében négy település (Balatonvilágos, Balatonfőkajár, Lepsény és Enying) területe találkozik, de maga a körforgalom teljes egészében Enyinghez tartozik, a város területének legészakibb részét képezi. Ebben a körforgalomban ér véget 37,5 kilométer megtétele után a Simontornya felől érkező, Enying belvárosán is keresztülvezető 64-es főút. Itt van egyébként Fejér, Somogy és Veszprém vármegyék hármashatára. A 7116-os út innen észak-északnyugat felé indul, a 64-es egyenes irányú folytatásaként, a Somogy vármegyei Balatonvilágos és a Veszprém vármegyei Balatonfőkajár határvonalát követve, de utóbbi területén (az út kezdeténél jelzőtábla jelzi a megyehatárt). 1+900-as kilométerszelvénye előtt keresztezi a MÁV 30-as számú Budapest–Murakeresztúr-vasútvonalát, addig szinte végig erdős területen halad, majd az átjáró után egyre inkább északkeleti irányt vesz, végül beletorkollik a 71-es főútba, annak 2+300-as kilométerszelvényénél, alig 500 méterre a főút és az M7-es autópálya csomópontjától, még itt is a két község határvonala közelében, de balatonfőkajári területen. A végpontja előtt keleti-északkeleti irányba halad. (Balatonvilágos és Balatonfőkajár belterülete is kilométerekre található az úttól.) Teljes hossza, az országos közutak térképes nyilvántartását szolgáló kira.gov.hu adatbázisa szerint 2,206 kilométer.